# Torneo Nacional de Boxeo Playa Girón 2008
Das Torneo Nacional de Boxeo Playa Girón 2008 wurde vom 16. bis zum 26. Januar 2008 in Holguín ausgetragen und war die 47. Austragung der nationalen kubanischen Meisterschaften im Amateurboxen.

## Medaillengewinner
Die Meistertitel wurden in elf Gewichtsklassen vergeben.
| Gewichtsklasse                  | Gold                 | Silber                | Bronze                 |
| ------------------------------- | -------------------- | --------------------- | ---------------------- |
| Halbfliegengewicht (bis 48 kg)  | Yampier Hernández    | Iran Pérez            | Onelkis Cruz           |
| Halbfliegengewicht (bis 48 kg)  | Yampier Hernández    | Iran Pérez            | Daniel Matellon        |
| Fliegengewicht (bis 51 kg)      | Andry Laffita        | Alexei Collado Acosta | Noelkis Cabrera        |
| Fliegengewicht (bis 51 kg)      | Andry Laffita        | Alexei Collado Acosta | Yorman Rodríguez       |
| Bantamgewicht (bis 54 kg)       | Yankiel León         | Yurien Fabregas       | Lázaro Álvarez         |
| Bantamgewicht (bis 54 kg)       | Yankiel León         | Yurien Fabregas       | Osieris Hernández      |
| Federgewicht (bis 57 kg)        | Iván Oñate           | Idel Torriente        | Ariel Maturel          |
| Federgewicht (bis 57 kg)        | Iván Oñate           | Idel Torriente        | Yorley Vallejo         |
| Leichtgewicht (bis 60 kg)       | Yordenis Ugás        | Pablo de la Cruz      | Eldris Terrero         |
| Leichtgewicht (bis 60 kg)       | Yordenis Ugás        | Pablo de la Cruz      | Collazo Sotomayor      |
| Halbweltergewicht (bis 64 kg)   | Roniel Iglesias      | Richard Poll          | Yudennis Thaureaux     |
| Halbweltergewicht (bis 64 kg)   | Roniel Iglesias      | Richard Poll          | Hector Yasmany Frometa |
| Weltergewicht (bis 69 kg)       | Carlos Banteur       | Yudel Johnson         | Luis Verdecia          |
| Weltergewicht (bis 69 kg)       | Carlos Banteur       | Yudel Johnson         | Ramon Luis             |
| Mittelgewicht (bis 75 kg)       | Emilio Correa Bayeux | Arinoides Despaigne   | Rafael Morel           |
| Mittelgewicht (bis 75 kg)       | Emilio Correa Bayeux | Arinoides Despaigne   | Rey Eduardo Recio      |
| Halbschwergewicht (bis 81 kg)   | Julio César La Cruz  | Yordanis Despaigne    | José Larduet           |
| Halbschwergewicht (bis 81 kg)   | Julio César La Cruz  | Yordanis Despaigne    | Yuniel Dorticos        |
| Schwergewicht (bis 91 kg)       | Osmay Acosta         | Yuniesqui González    | Erislandy Savón        |
| Schwergewicht (bis 91 kg)       | Osmay Acosta         | Yuniesqui González    | Yasmani Consuegra      |
| Superschwergewicht (über 91 kg) | Robert Alfonso       | Michel López          | Luis Ortiz             |
| Superschwergewicht (über 91 kg) | Robert Alfonso       | Michel López          | Orlando Rabi           |